# Kantfläta
Kantfläta (Hypnum revolutum) är en bladmossart som beskrevs av Lindberg 1867 [1866. Kantfläta ingår i släktet flätmossor, och familjen Hypnaceae. Arten är reproducerande i Sverige. Inga underarter finns listade i Catalogue of Life.